# Kenan Kodro
Kenan Kodro, né le 19 août 1993 à Saint-Sébastien en Espagne, est un footballeur international bosnien évoluant au poste d'attaquant à Gaziantep FK, en prêt de Ferencváros TC.
Né et élevé en Espagne, fils de l'ancien international bosniaque Meho Kodro, Kenan a la double nationalité espagnole et bosnienne.

## Biographie

### En club
Le 3 juillet 2018, il signe pour quatre saisons avec le FC Copenhague.
Le 31 janvier 2019, il rejoint l'Athletic Bilbao où il signe un contrat jusqu'en 2022.

### En équipe nationale
Il joue son premier match en équipe de Bosnie-Herzégovine le 28 mars 2017, en amical contre l'Albanie (victoire 1-2 à Elbasan).